# Quanah
Quanah è un comune (city) degli Stati Uniti d'America e capoluogo della contea di Hardeman nello Stato del Texas. La popolazione era di 2.641 abitanti al censimento del 2010.
Quanah si trova 192 miglia (309 km) a nord-ovest di Fort Worth e 8 miglia (13 km) a sud del Red River, che forma il confine di stato tra l'Oklahoma e il Texas. Il Copper Breaks State Park si trova 12 miglia (19 km) a sud della città.

## Geografia fisica
Secondo lo United States Census Bureau, la città ha una superficie totale di 9 km², dei quali 9 km² di territorio e 0 km² di acque interne (0% del totale).
Quanah si trova nel centro geografico della contea di Hardeman, all'incrocio tra la U.S. Route 287 (11th Street) e la Texas State Highway 6 (Main Street). La US 287 conduce a sud-est 30 miglia (48 km) a Vernon e a nord-ovest 28 miglia (45 km) a Childress. L'Highway 6 porta a sud 21 miglia (34 km) a Crowell e a nord 8 miglia (13 km) al confine con l'Oklahoma sul Red River. Altus, Oklahoma, si trova 40 miglia (64 km) a nord-est di Quanah attraverso l'Oklahoma Highway 6.

## Società

### Evoluzione demografica
Secondo il censimento del 2010, la popolazione era di 2.641 abitanti.

### Etnie e minoranze straniere
Secondo il censimento del 2010, la composizione etnica della città era formata dall'83,98% di bianchi, il 7% di afroamericani, lo 0,42% di nativi americani, lo 0,34% di asiatici, lo 0% di oceanici, il 4,92% di altre razze, e il 3,33% di due o più etnie. Ispanici o latinos di qualunque razza erano il 20,41% della popolazione.